# Damian Wierling
Damian Matthias Armin Wierling (Essen, 13 de febrero de 1996) es un deportista alemán que compite en natación.
Ganó una medalla bronce en el Campeonato Europeo de Natación de 2018, en la prueba de 4 × 100 m estilos. Participó en dos Juegos Olímpicos de Verano, entre los años 2016 y 2020, ocupando el sexto lugar en Río de Janeiro 2016, en la misma prueba.

## Palmarés internacional
| Campeonato Europeo | Campeonato Europeo    | Campeonato Europeo | Campeonato Europeo |
| Año                | Lugar                 | Medalla            | Prueba             |
| ------------------ | --------------------- | ------------------ | ------------------ |
| 2018               | Glasgow (Reino Unido) | Medalla de bronce  | 4 × 100 m estilos  |